# 582 до н. е.

## Події
- У Афінах вперше обрані 10 архонтів терміном на 1 рік.
- Керування Піфійськими іграми перейшло до дельфійської амфіктіонії.
- Фараон Апрій уклав мир з Вавилоном на принизливих для Саїсського Єгипту умовах.

### Астрономічні явища
- 28 березня. Кільцеподібне сонячне затемнення[1].
- 21 вересня. Повне сонячне затемнення[1].

## Народились
- За однією з версій — Анакреонт, давньогрецький поет[2].